# Avenida Cabildo

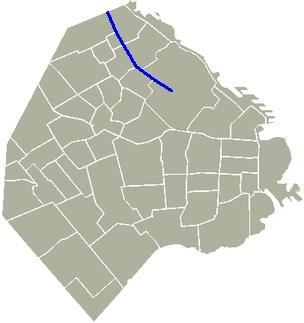
Lage der Avenida Cabildo in Buenos Aires

Die Avenida Cabildo ist eine der Hauptverkehrsstraßen in der argentinischen Hauptstadt Buenos Aires. Der Name der Straße erinnert an den Cabildo de Buenos Aires. 

## Überblick
Die Avenida Cabildo ist circa fünf Kilometer lang und verläuft von Südosten nach Nordwesten. Sie ist die Verlängerung der Avenida Santa Fe, beginnt im Stadtteil Palermo an der Avenida Dorrego und endet an der Stadtgrenze an der Avenida General Paz, wo sie ihren Namen in Maipú ändert und weiterführt durch den Partido de Vicente López. Sie durchquert die Stadtteile Colegiales, Belgrano, Núñez und Saavedra. 
Die Avenida kreuzt folgende wichtige Straßen: Avenida Federico Lacroze, Avenida Juramento, Avenida Monroe, Avenida Congreso, Avenida García del Río, Avenida San Isidro Labrador und Avenida Ruiz Huidobro.

## Bauwerke entlang der Avenida
In Palermo führt die Avenida Cabildo zunächst am Bahnhof Ministro Carranza und an der Plaza Miguel Abuelo vorbei. An der Hausnummer 15 befindet sich die Technikerschule General Savio, an der Nr. 65 die Dirección General de Fabricaciones Militares. An der Nr. 385 findet man das Instituto Geográfico Militar, daneben die Kirche Nuestra Señora de Luján. In Belgrano steht das Colegio Nuestra Señora de la Misericordia Belgrano. An der Ecke Calle La Pampa befindet sich eine kleine Nachbildung der Kuppel des Chrysler Building in Manhattan. Als Nächstes kommt man zur Plaza Barrancas de Belgrano und zum Bahnhof Belgrano C der Ferrocarril Mitre. Die Avenida endet an der Puente Saavedra der Avenida General Paz.